# Hunt-Klasse (1939)

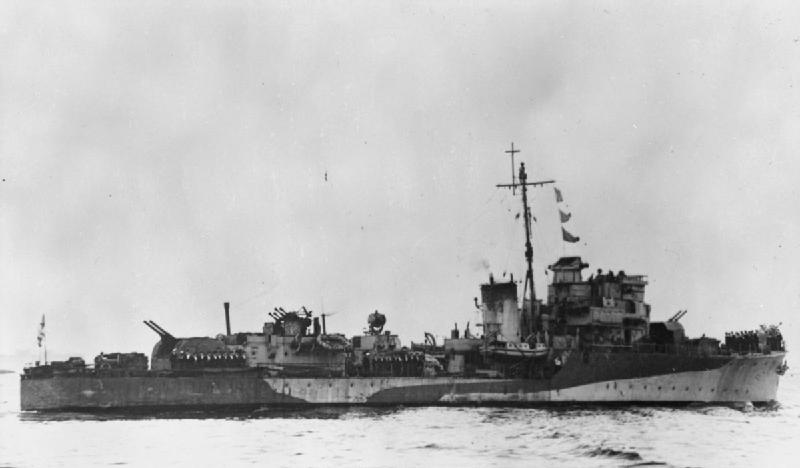
Die Quantock vom Typ I

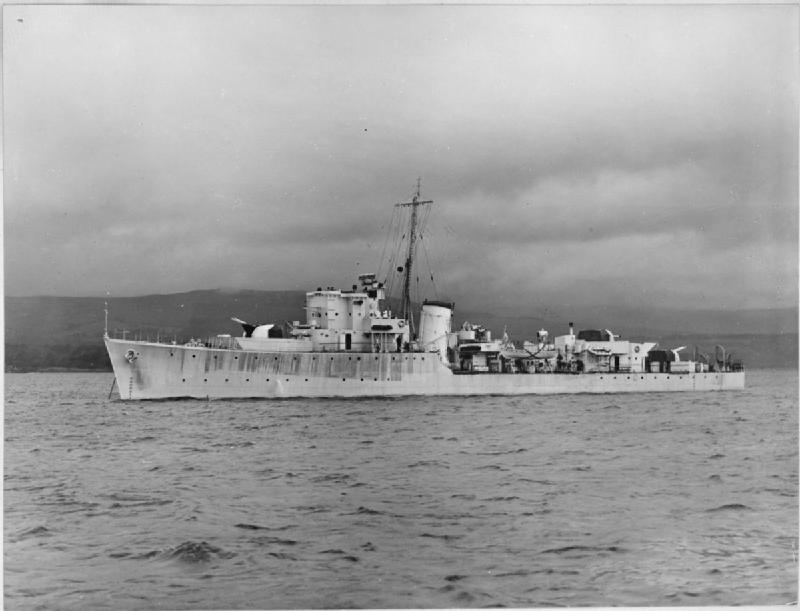
Die Cowdray vom Typ II

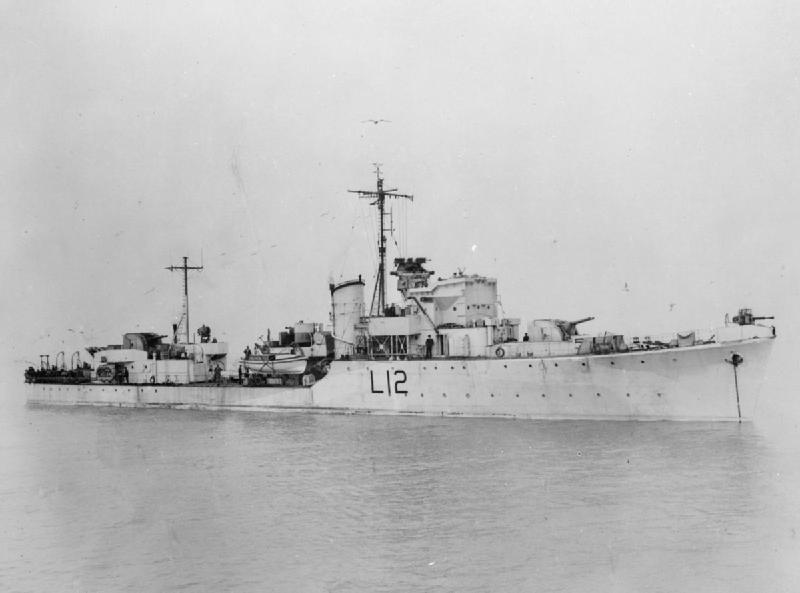
Die Albrighton vom Typ III

Die Hunt-Klasse war eine Bauserie britischer Geleitzerstörer im Zweiten Weltkrieg. Das englische Wort „Hunt“ bedeutet „Jagd“, wird hier aber im Sinne von Hundemeute verwendet und geht auf die Fuchsjagd zurück. Die Benennung der Schiffe erfolgte nach bekannten britischen Jagdmeuten. Die Schiffe wurden hauptsächlich in den britischen Heimatgewässern und im Mittelmeer eingesetzt.

## Geschichte
Bis in die späten 1930er Jahre waren die britischen Zerstörer so konzipiert worden, dass sie im Einsatz die ganze Bandbreite der Aufgaben eines Zerstörers erfüllen konnten. 1938 wurde der Bau einer neuen Klasse von Zerstörern beschlossen, die vorrangig Geleitaufgaben ausführen sollte. Die Sloops der Black-Swan-Klasse waren für diese Aufgabe nicht ausreichend geeignet, da ihre Bewaffnung zu schwach und ihre Geschwindigkeit zu gering war. Im Dezember 1938 wurde der Chef des Marinebaus angewiesen, einen neuen Entwurf vorzubereiten. Er sollte im Vergleich zu Korvetten und Fregatten größer, schneller und stärker bewaffnet sein und eine starke U-Boot-Abwehr aufweisen. Am 8. Juni 1939 wurden die ersten zwei Schiffe der Hunt-Klasse nach vielen Änderungen bei Cammell, Laird & Company auf Kiel gelegt. Insgesamt wurden 86 Geleitzerstörer der Hunt-Klasse gebaut, von denen einige gleich bei den verbündeten polnischen, norwegischen, griechischen und frei-französischen Marinen in Dienst kamen.

## Typenentwicklung

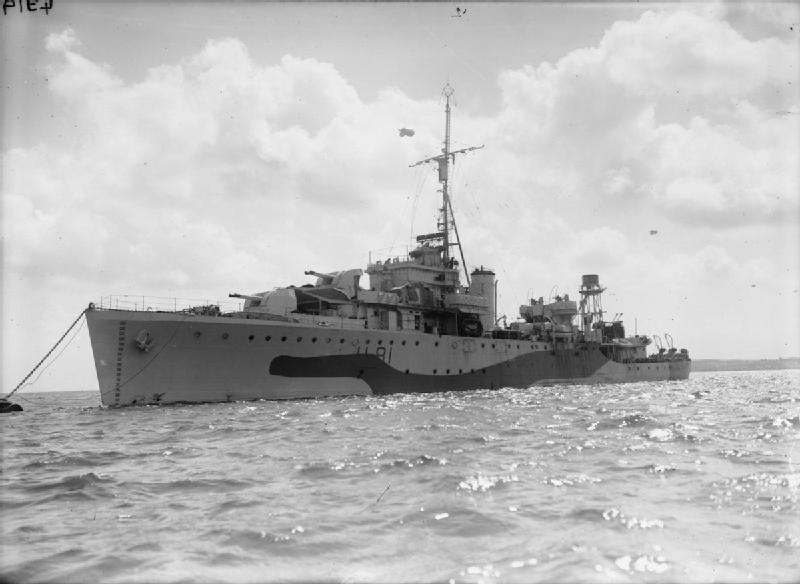
Die Stork der Bittern-Klasse

Der Entwurf der Hunt-Klasse basierte auf der Sloop Bittern, Länge: 80 Meter, Gewicht: 1190 Tonnen, Maschinenleistung: 3300 shp (2500 kW), Geschwindigkeit 18,75 Knoten, Hauptbewaffnung: drei 102-mm-Zwillingsgeschütze Mk XVI. Die Hunt-Klasse sollte die gleiche Bewaffnung erhalten; eine Fehlberechnung ließ dies aber nicht zu, sodass diese Schiffe nur zwei Doppelgeschütze erhielten. Der Antrieb wurde auf 19.000 shp (14.000 kW) verstärkt. Dadurch erhöhte sich die Geschwindigkeit auf 27 Knoten (50 km/h). Die Geleitzerstörer der Klasse waren schnell und preiswert zu bauen.
Als die ersten Versionen im Mittelmeer und dem Nordseeraum eingesetzt wurden, erwiesen sie sich als zu kurz für den Einsatz auf hoher See, wodurch sich zusätzliche Stabilitätsprobleme ergaben. Insbesondere mangelte es an ausreichender Stabilität, um die geplanten drei Zwillingsgeschütze aufzustellen. Auch die Brennstoffvorräte waren zu gering bemessen. Die ersten 20 gebauten Schiffe wurden daher umgerüstet und kamen als Hunt-I-Klasse mit zwei 102-mm-Doppelgeschützen und einer 40-mm-Vierlings-Flak in den Dienst der Royal Navy.
Beim Hunt Typ II, bestellt im ersten Kriegsbauprogramm, wurde die Stabilität verbessert, in dem man das Deck verbreiterte und die Brücke und die Kompassplattform weiter nach vorn versetzte. Jetzt konnten auch die ursprünglich geplanten drei 102-mm-Zwillingsgeschütze aufgestellt werden. Die Anzahl der Wasserbomben wurde von 40 auf bis zu 110 Stück erhöht. 36 Schiffe dieses Typ II wurden bestellt, wovon drei (Blencathra, Brocklesby und Liddesdale) noch nach dem Muster des Typs I bewaffnet wurden.
Der Hunt Typ III wurde speziell für den Einsatz im Mittelmeerraum konzipiert. Dabei wurde der achtere Turm entfernt und stattdessen im Mittschiffsbereich zwei Torpedorohre eingebaut. Der Suchscheinwerfer wurde auf das hintere Bunkerdeck versetzt. Von dieser Klasse wurden 28 Schiffe fertiggestellt.
Die letzten zwei als Hunt Typ IV bezeichneten Schiffe wurden nach einem Vorkriegsentwurf der Firma Thornycroft gebaut. Diese Version war länger und hatte einen besseren Schutz der Mannschaft bei der Verteidigung des Schiffes. Der Mittschiffsbereich wurde so geändert, dass ein Dreifachtorpedorohrsatz Platz fand. Die Bewaffnung mit Maschinenwaffen wurde mit zwei 20-mm-Oerlikon-Kanonen, je einer auf den Brückennocken, sowie zwei zweiläufigen 12,7-mm-Vickers-Maschinengewehren mittschiffs. Es wurde sehr schnell festgestellt, dass die Vickers-MGs nicht zufriedenstellend waren, und sie wurden wieder durch Oerlikon-Mark-V-Kanonen in Doppellafetten ersetzt.

## Nachkriegsgeschichte
Bei der Royal Navy verblieben die Schiffe der Hunt-Klasse nach dem Zweiten Weltkrieg in der Regel in der Reserve. Ihr letztes Schiff der Klasse war die Brocklesby, die 1951 zu einem Sonar-Versuchsschiff umgebaut wurde und in dieser Funktion bis zum Juni 1963 genutzt wurde. Erst 1968 wurde sie zum Abbruch verkauft, der noch im gleichen Jahr in Faslane begann.
Von den 86 gebauten Schiffen, die die Royal Navy bestellt hatte, wurden während des Krieges zehn von verbündeten Marinen direkt in Dienst gestellt, weitere wurden nach zeitweiser Nutzung an diese abgegeben. Sie dienten weiter in der griechischen und norwegischen Marine, während die exil-polnische Marine die beiden noch verbliebenen Schiffe zurückgeben musste. Der einzige französische Hunt-Zerstörer La Combattante war noch kurz vor dem Kriegsende verloren gegangen.

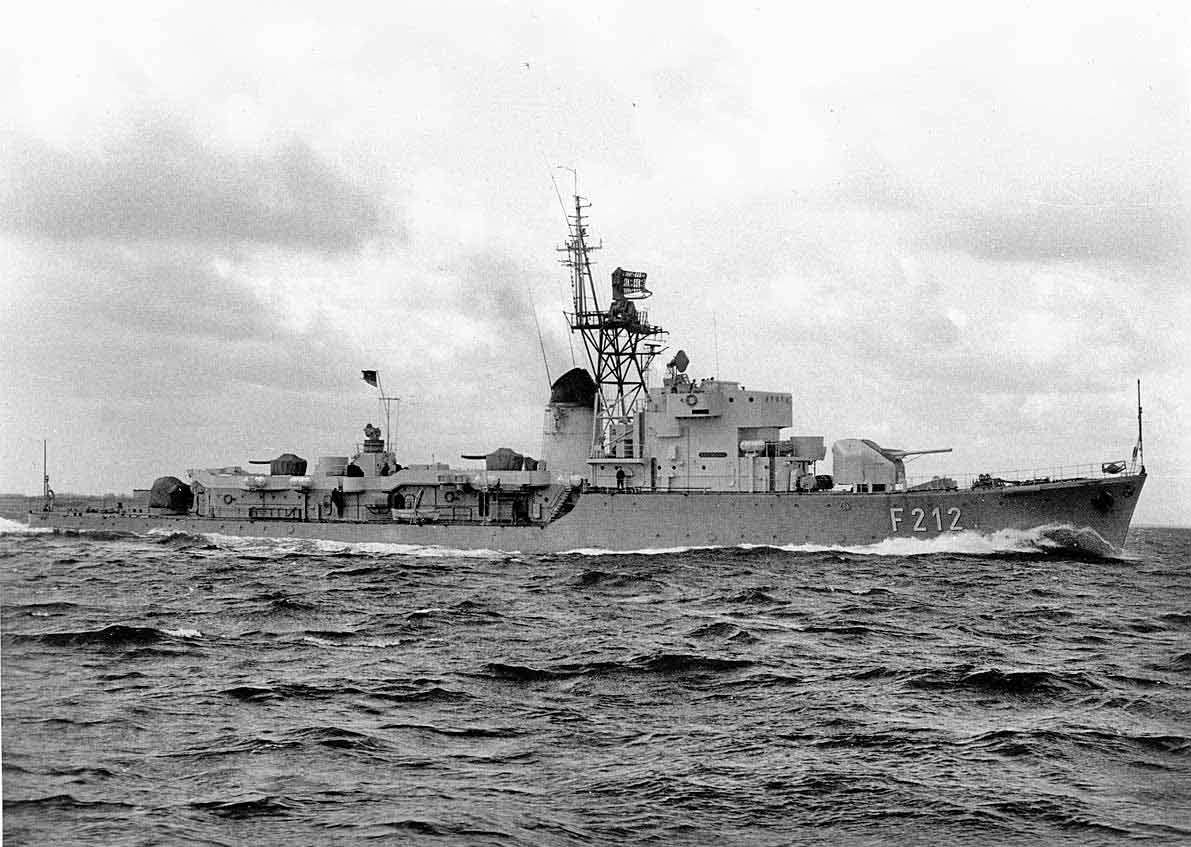
Das Artillerieschulschiff Gneisenau nach dem Umbau

Nach dem Zweiten Weltkrieg wurden einige Hunt-Geleitzerstörer anderen Ländern zur Verfügung gestellt. Norwegen und Griechenland erhielten weitere Einheiten. Weitere Nutzer wurden die chinesische, ägyptische, indische, dänische, ecuadorianische sowie die israelische Marine durch Kaperung eines ägyptischen Schiffes.
Als letzte ausländische Marine übernahm die deutsche Bundesmarine noch drei Schiffe der Hunt-Klasse. Sie wurden beim Aufbau der deutschen Bundesmarine als Schulfregatten der Klasse 138 zur Ausbildung genutzt, die umbenannt als
- Gneisenau (F 212) ex Oakley II (L98) (ex. Tickham),
- Raule (F 217) ex Albrighton (L12) und
- Brommy (F 218) ex Eggesford (L15)

1958/59 neben vier ehemaligen Sloops der Black-Swan-Klasse in Dienst kamen. Sie wurden schon zwischen 1965 und 1967 wieder außer Dienst gestellt. Die Gneisenau blieb als „Begleiter (Mob)“ (Kennung: A 1460) bis 1972 in der Reserveflottille, wurde 1977 verkauft und anschließend in den Niederlanden verschrottet. Die Brommy und die Raule wurden zu Zielschiffen hergerichtet. Die Raule wurde nach Beschuss 1971 in Hamburg verschrottet, die Brommy 1977 in der Biskaya versenkt.

## Typ I
Die Geleitzerstörer vom Typ 1 trugen entgegen dem ursprünglichen Entwurf nur vier 102-mm-Mehrzweckgeschütze in zwei Doppellafetten mit Schutzschilden. Aus Stabilitätsgründen musste auf die ursprünglich vorgesehene dritte Doppellafette verzichtet werden. Mit einem Heizölvorrat von 240 t war eine Reichweite von 2000 sm bei 12 kn möglich. Es wurden 20 Schiffe dieses Typs gebaut. Im Krieg gingen vier der Schiffe verloren. Nach dem Krieg wurde die Überlassung eines Schiffes nach China nach dem Zusammenbruch der nationalchinesischen Regierung auf dem Festland rückabgewickelt. Zwei Schiffe wurden 1949/50 nach Ägypten verkauft, von denen eines durch Israel erbeutet wurde, und zwei weitere 1954 an Ecuador verkauft. Die übrigen Schiffe wurden zwischen 1956 und 1959 zum Abbruch in Großbritannien verkauft.
- Atherstone (L05), Cammell, Laird & Company März 1940 fertig, anfangs drei 102-mm-Zwillingsgeschütze, 1957 verschrottet
- † Berkeley (L17), Cammell, Laird & Company Juni 1940, am 19. August 1942 vor Dieppe während der Operation Jubilee von deutschen Flugzeugen schwer beschädigt und dann von der Albrighton (L12) versenkt[2]
- Cattistock (L35), Yarrows Juli 1940, 1957 verschrottet
- Cleveland (L46), Yarrows September 1940, am 28. Juni 1957 auf dem Weg zum Abwracken gestrandet
- Cotswold (L54), Yarrows November 1940, 1957 verschrottet
- Cottesmore (L78), Yarrows Dezember 1940, 1950 an Ägypten verkauft (Ibrahim el Awal, 1951 Mohamed Ali el Kebir, zuletzt Port Said), war bis in die 1980er-Jahre Trainingsschiff
- Eglinton (L87), Vickers-Armstrong Tyne August 1940, 1956 verschrottet
- † Exmoor (L61), Vickers-Armstrong Tyne Oktober 1940, am 25. Februar 1941 vom deutschen Schnellboot S 30 der 2. Schnellboot-Flottille vor Lowestoft versenkt
- Fernie (L11), John Brown Mai 1940, anfangs drei 102-mm-Zwillingsgeschütze, 1956 verschrottet
- Garth (L20), John Brown Juli 1940, 1956 verschrottet
- Hambledon (L37), Swan Hunter Juni 1940, anfangs drei 102-mm-Zwillingsgeschütze, 1957 verschrottet
- Holderness (L48), Swan Hunter August 1940, 1956 verschrottet
- Mendip (L60), Swan Hunter Oktober 1940, Januar 1948 an Nationalchina verliehen (Lin Fu), 1949 von Großbritannien zurückverlangt und am 15. November 1949 an Ägypten verkauft (Mohamed Ali el Kebir, 1951 Ibrahim el Awal), am 31. Oktober 1956 von Israel erbeutet (Haifa, K38), 19?? verschrottet (102-mm-Geschütz Mk XVI im Marinemuseum Haifa erhalten)
- Meynell (L82), Swan Hunter Dezember 1940, am 18. Oktober 1954 an Ecuador verkauft (Presidente Velasco, D 02), 1978 verschrottet
- Pytchley (L92), Scotts Oktober 1940, 1956 verschrottet
- Quantock (L58), Scotts Februar 1941, 1955 an Ecuador (Presidente Alfaro, D 01), 1976 verschrottet
- † Quorn (L66), White September 1940, am 3. August 1944 in der Seine-Bucht von deutschem Neger-Einmann-Torpedo versenkt, 130 Tote[3]
- HMS Southdown (L25), White November 1940, 1956 verschrottet
- † Tynedale (L96), Stephens Dezember 1940, am 12. Dezember 1943 von U 593 vor Bougie (Algerien) versenkt, 73 Tote[4]
- Whaddon (L45), Stephens Februar 1941, 1959 verschrottet

## Typ II
Der Rumpf des Typ II wurde gegenüber dem Typ I überarbeitet und verbreitert. Die Geleitzerstörer konnten nun die ursprünglich geplanten drei Doppellafetten tragen. Der 40-mm-2-Pfünder-Flakvierling kam hinter den Schornstein. Die Wasserbombenbewaffnung wurde verstärkt. Die Reichweite stieg durch einen höheren Treibstoffvorrat von 265 bis 328 t auf bis zu 3600 sm bei 14 kn. Es wurden 36 Schiffe dieses Typs gebaut. Drei Schiffe wurden bei der Fertigstellung von der polnischen Marine übernommen. Während des Krieges übernahm Griechenland zwei und Norwegen ein Schiff aus dem Dienst der Royal Navy. Acht Schiffe des Typs II gingen während des Krieges verloren, darunter eines der polnischen. Die beiden anderen musste Polen 1946 an Großbritannien zurückgeben. Nach dem Krieg wurden zehn Schiffe an Verbündete abgeben (je drei an Indien und Dänemark, zwei an Norwegen und je eines an Griechenland und die Bundesmarine). Die bei der Royal Navy verbliebenen wurden zwischen 1948 und 1968 verschrottet.
- Avon Vale (L06), John Brown Februar 1941, 1958 verschrottet
- Badsworth (L03), Cammell, Laird & Company August 1941, 1944 an Norwegen (Arendal), 1962 verschrottet
- Beaufort (L14), Cammell, Laird & Company November 1941, 1946 an Norwegen (Haugesund), 1965 verschrottet
- Bedale (L26), Hawthorn Leslie, Juni 1942 bis 1946 unter dem Namen Slazak an Polen ausgeliehen, am 27. April 1953 als Godavari, D 92 an Indien verkauft, 1979 verschrottet
- Bicester (L34), Hawthorn Leslie Juni 1942, 1956 verschrottet
- Blackmore (L43), Stephens April 1942, 1952 an Dänemark (Esbern Snare), 1966 verschrottet
- Blankney (L30), John Brown April 1941, 1959 verschrottet
- Blencathra (L24), Cammell, Laird & Company Dezember 1940, Typ-I-Bewaffnung, 1959 verschrottet
- Brocklesby (L42), Cammell, Laird & Company April 1941, Typ-I-Bewaffnung, 1968 verschrottet
- Bramham (L51), Stephens Juni 1942, 1943 an Griechenland (Themistoklis), 1966 verschrottet
- Calpe (L71), Swan Hunter Dezember 1941, am 28. Februar 1952 an Dänemark (Rolf Krake), 1966 verschrottet
- Chiddingfold (L31), Scotts Oktober 1941, am 18. Juni 1954 an Indien (Ganga), 1975 verschrottet
- Cowdray (L52), Scotts Juli 1942, von März bis Juni 1944 an Griechenland ausgeliehen (Admiral Hastings); da die griechische Marine jedoch meuterte, wurde sie nie für Griechenland in Dienst gestellt; 1959 verschrottet
- Croome (L62), Stephens Juni 1941, 1957 verschrottet
- † Dulverton (L63), Stephens September 1941, am 13. November 1943 von deutscher Dornier Do 217 mit Hs-293-Gleitbombe vor der Insel Kos schwer beschädigt, aufgegeben und von Belvoir (L32) versenkt, 77 Tote[5]
- † Eridge (L68), Swan Hunter Februar 1941, am 29. August 1942 vor Daba (Ägypten) von italienischem Schnellboot schwer beschädigt, wurde nach Alexandria geschleppt, diente bis zur Verschrottung 1946 als Wohnschiff
- Exmoor (L08) (ex Burton), Swan Hunter Oktober 1941, 1952 an Dänemark (Valdemar Sejr), 1966 verschrottet
- Farndale (L70), Swan Hunter April 1941, 1962 verschrottet
- † Grove (L77), Swan Hunter Februar 1942, am 12. Juni 1942 von U 77 vor Sollum (Ägypten) versenkt, 110 Tote[6]
- † Heythrop (L85), Swan Hunter Juni 1941, am 20. März 1942 ca. 60 km nordöstlich von Bardia (Libyen) von U 652 torpediert, 15 Tote, später im Schlepp von  Eridge (L68) gesunken[7]
- Hursley (L84), Swan Hunter April 1942, 1943 bis 1959 an Griechenland ausgeliehen (Kriti), 1960 verschrottet
- † Hurworth (L28), Vickers-Armstrong Tyne Oktober 1941, am 22. Oktober 1943 nach Minentreffer vor der Insel Kalymnos gesunken, 113 Tote[8]
- Lamerton (L88), Swan Hunter August 1941, am 27. April 1953 an Indien (Gomati), 1975 verschrottet
- Lauderdale (L95), Thornycroft Dezember 1941, Februar/März 1942 zu Tests bei der Royal Canadian Navy, vom 4. Mai 1946 bis 12. November 1959 an Griechenland ausgeliehen (Aigaion), 1960 verschrottet
- Ledbury (L90), Thornycroft Februar 1942, 1958 verschrottet
- Liddesdale (L100), Vickers-Armstrong Tyne März 1941, Typ-I-Bewaffnung, 1948 verschrottet
- Middleton (L74), Vickers-Armstrong Tyne Januar 1942, 1957 verschrottet
- † Kujawiak ex Oakley (L72), Vickers-Armstrong Tyne Juni 1941, am 30. Mai 1941 an die exil-polnische Marine ausgeliehen, am 16. Juni 1942 nach Minentreffer vor Malta gesunken
- Oakley (L98) (ex Tickham), Yarrows Mai 1942, am 2. Oktober 1958 an die Bundesrepublik Deutschland verkauft (Gneisenau), 1972 verschrottet
- † Puckeridge (L108), White Juli 1941, am 6. September 1943 ca. 60 km östlich von Gibraltar von U 617 versenkt, 62 Tote[9]
- Krakowiak ex Silverton (L115), White, Mai 1941 bis 1946 an Polen ausgeliehen, 1959 verschrottet
- † Southwold (L10), White Oktober 1941, am 24. März 1942 nach Minentreffer vor Malta gesunken, 6 Tote[10]
- Tetcott (L99), White Dezember 1941, 1956 verschrottet
- Wheatland (L122), Yarrows November 1941, 1959 verschrottet
- Wilton (L128), Yarrows Februar 1942, 1959 verschrottet
- Zetland (L59), Yarrows Juni 1942, 1952 an Norwegen (Tromsø), 1965 verschrottet

## Typ III
Die Einheiten des Typ III wurden ab 1941 in Dienst gestellt. Auf eine 102-mm-Doppellafette wurde verzichtet und ein Doppelrohr-Torpedo-Satz zwischen der Vierlingsflak und dem hinteren Deckshaus aufgestellt. Der Platz des hinteren Geschützes wurde für leichte Flugabwehrwaffen und Wasserbomben genutzt. Der Treibstoffvorrat belief sich auf 272 bis 328 t, die Reichweite betrug 2350 sm bei 20 kn Fahrt. Insgesamt wurden 28 Schiffe vom Typ III gebaut. Sieben wurden von verbündeten Marinen (vier Griechenland, zwei Norwegen, eines Frankreich) in Dienst gestellt und waren bei der Royal Navy nie im Dienst. Sechs britische, ein norwegisches und das französische Schiff waren Kriegsverluste. Nach dem Kriegsende wurden vier britische und ein griechisches Schiff wegen ihrer erheblichen Schäden ausgesondert und verschrottet. 1946 wurden zwei weitere Schiffe Griechenland zur Verfügung gestellt und 1958 zwei Schiffe an die Bundesmarine abgegeben. Die verbliebenen sieben Schiffe vom Typ III der Royal Navy wurden zwischen 1953 und 1961 verschrottet.
- † Airedale (L07), John Brown Januar 1942 fertig, am 15. Juni 1942 von deutschen Junkers Ju 87 ca. 160 km nordöstlich von Derna (Libyen) schwer beschädigt; aufgegeben und von Aldenham (L22) und Hurworth (L07) versenkt[11]
- Albrighton (L12), John Brown Februar 1942, am 14. Mai 1959 an die Bundesrepublik Deutschland verkauft, Raule, 1969 verschrottet.
- † Aldenham (L22), Cammell, Laird & Company Februar 1942, am 14. Dezember 1944 nach Minentreffer ca. 50 km nordwestlich von Zadar gesunken, 122 Tote[12]
- Belvoir (L32), Cammell, Laird & Company März 1942, 1957 verschrottet
- † Blean (L47), Hawthorn Leslie August 1942, am 11. Dezember 1942 ca. 100 km westlich von Oran von U 443 versenkt, 89 Tote[13]
- Bleasdale (L50), Vickers-Armstrong Tyne April 1942, 1956 verschrottet
- Pindos ex Bolebroke (L65), Swan Hunter, April 1942 bis 1959 an Griechenland ausgeliehen (Pindos), 1960 verschrotte
- † Adrias ex Border (L67), Swan Hunter, August 1942 an Griechenland; nach Minentreffer am 22. Oktober 1943 vor der Insel Kalymnos nach Alexandria zurückgeführt, nicht repariert, 1945 verschrottet
- Catterick (L81), Vickers Barrow Juni 1942, 1946 an Griechenland verkauft (Hastings), 1963 verschrottet
- † Derwent (L83), Vickers Barrow April 1942, nach Lufttorpedotreffer von deutscher Junkers Ju 88 im Hafen von Tripolis am 19. März 1943 (6 Tote) nicht repariert, 1946 verschrottet[14]
- Easton (L09), White Dezember 1942, 1953 verschrottet
- Eggesford (L15), White Januar 1943, 1957 an die Bundesrepublik Deutschland verkauft, Brommy, 1962 im Sturm vor Dover schwer beschädigt, 1972 bis 1977 Zielschiff für Schnellboote, 1979 verschrottet.
- † Eskdale (L36), Cammell, Laird & Company Juli 1942 für Norwegen (Eskdale) in Dienst, am 14. April 1943 22 km nordöstlich der Halbinsel The Lizard von den deutschen Schnellbooten S 65, S 90 und S 112 der 5. Schnellboot-Flottille versenkt
- † Glaisdale (L44), Cammell, Laird & Company Juni 1942 für Norwegen in Dienst (ausgeliehen), 1946 von Norwegen gekauft (Narvik), 1961 verschrottet
- † Goathland (L27), Fairfields November 1942, nach Minentreffer am 24. Juli 1944 31 km nordöstlich von Courseulles (Normandie) nicht mehr repariert, 1946 verschrottet[15]
- † La Combattante ex Haldon (L19), Fairfields, Dezember 1942 an die Freien Französischen Streitkräfte (FFL) ausgeliehen als La Combattante, nach Minentreffer am 23. Februar 1945 im The Wash gesunken (andere Quellen nennen Torpedotreffer durch U 5330 als Grund)
- Kanaris ex Hatherleigh (L53), Vickers-Armstrong Tyne August 1942 bis 1959 an Griechenland ausgeliehen als Kanaris, 1960 verschrottet
- Haydon (L75), Vickers-Armstrong Tyne Oktober 1942, 1958 verschrottet
- † Holcombe (L56), Stephens September 1942, am 12. Dezember 1943 von U 593 vor Bougie (Algerien) versenkt, 84 Tote[16]
- † Limbourne (L57), Stephens Oktober 1942, am 22. Oktober 1943 vor der Île de Batz vom deutschen Elbing-Zerstörer T 22 zusammen mit dem Kreuzer Charybdis versenkt, 42 Tote[17]
- Melbreak (L73), Swan Hunter Oktober 1942, 1956 verschrottet
- Miaoulis ex Modbury (L91), Swan Hunter. November 1942 bis 1959 an Griechenland ausgeliehen, 1960 verschrottet
- † Penylan (L89), Vickers Barrow August 1942, am 3. Dezember 1942 vom deutschen Schnellboot S 115 der 5. Schnellboot-Flottille 10 km südlich des Start Point im Ärmelkanal versenkt, der Hunt-Zerstörer mit der kürzesten Dienstzeit[18]
- † Rockwood (L39), Vickers Barrow November 1942, am 11. November 1943 vor der Insel Kos von deutscher Hs-293-Gleitbombe schwer beschädigt; in Etappen zurück nach Großbritannien geschleppt, nicht repariert, 1946 verschrottet[19]
- Stevenstone (L16), White März 1943, 1959 verschrottet
- Talybont (L18), White Mai 1943, letzter Neubau eines Hunt-Zerstörers, 1961 verschrottet
- Tanatside (L69), Yarrows September 1942, 1946 an Griechenland verkauft (Adrias (II)), 1964 verschrottet
- † Wensleydale (L86), Yarrows Oktober 1942, nach Kollision mit dem Panzerlandungsschiff LST-367 am 21. November 1944 nicht mehr repariert, 1946 verschrottet[20]

## Typ IV
Thornycroft entwickelte schon vor dem Krieg einen eigenen größeren Entwurf eines Geleitschiffs. Von diesem wurden 1940 zwei Schiffe als Typ IV der Hunt-Klasse bestellt. Sie wurden 1947 zu Fregatten umklassifiziert. Hinsichtlich der Brissenden wurde Ende der 1950er Jahre eine Abgabe an Kuwait und Umbau zu einer Yacht des Emirs erwogen. Die Schiffe haten eine Reichweite von 350 sm bei 14 kn.
- Brecon (L76), Dezember 1942 fertig, 1962 verschrottet
- Brissenden (L79), Februar 1943 fertig, 1965 verschrottet